# Hovrasjön
Hovrasjön är en sjö i Nyköpings kommun i Södermanland och ingår i Nyköpingsåns huvudavrinningsområde. Sjön är 3 meter djup, har en yta på 0,233 kvadratkilometer och är belägen 23 meter över havet.

## Delavrinningsområde
Hovrasjön ingår i det delavrinningsområde (651763-156874) som SMHI kallar för Mynnar i havet. Medelhöjden är 30 meter över havet och ytan är 40,5 kvadratkilometer. Räknas de 214 avrinningsområdena uppströms in blir den ackumulerade arean 3 628,92 kvadratkilometer. Avrinningsområdets utflöde Nyköpingsån (Skräddartorpsån) mynnar i havet. Avrinningsområdet består mestadels av skog (35 procent), öppen mark (16 procent) och jordbruk (32 procent). Avrinningsområdet har 0,23 kvadratkilometer vattenytor vilket ger det en sjöprocent på 0,6 procent. Bebyggelsen i området täcker en yta av 5,76 kvadratkilometer eller 14 procent av avrinningsområdet.